# 五十桨翼鲎属
五十桨翼鲎属（学名：Pentecopterus），也称战船翅鲎属，是巨型羽翅鱟科的一属。属名来自古希腊语pentēkónteros“fifty-oared, an ancient Greek warship”（一种具有五十桨的希腊战船）+ pterón“wing”（翅膀）。

## 下属物种
本属包括以下物种：
- †迪科拉战船翅鲎 Pentecopterus decorahensis Lamsdell, Briggs, Liu, Witzke & McKay, 2015，种名来自拉丁语decorahensis“of Decorah”（迪科 拉的）。